# Never Again Rwanda
 (septembre 2022).
 (mai 2023).

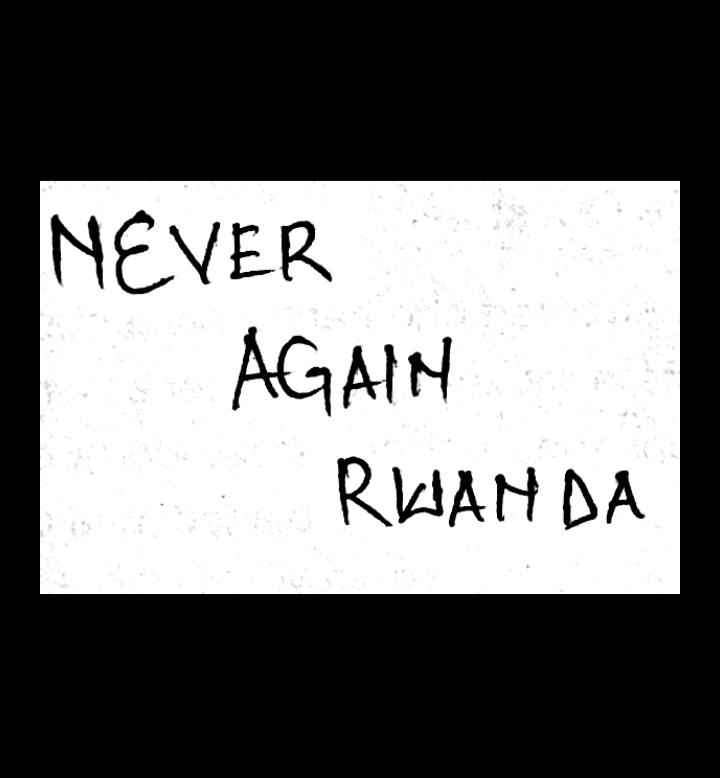
NAR

Never Again Rwanda NAR est une organisation non gouvernementale qui a l'objectif de construire une paix et une justice sociale durables.

## Histoire

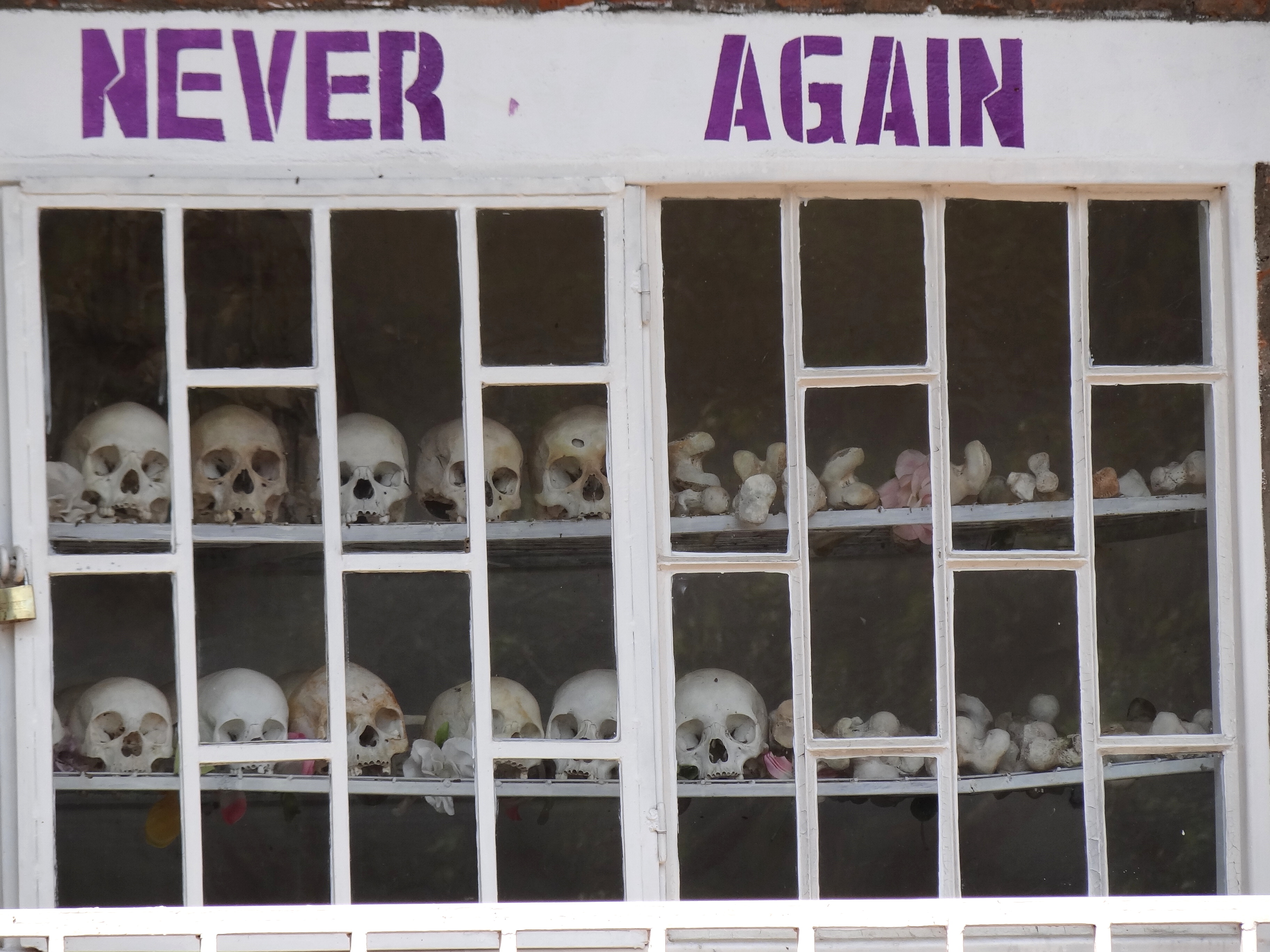
Never Again Rwanda s'est engagé à faire face aux conséquences du génocide de 1994 contre les Tutsi et à aider les jeunes à mieux comprendre l'histoire du Rwanda en 1994.

NAR a commencé ses activités en 2002.

## «Ndi Umunyarwanda»
Ndi Umunyarwanda, ce qui veut dire « je suis Rwandais ». C'est un programme lancé pour construire une identité basée sur la confiance et la dignité. Il vise à renforcer l'unité et la réconciliation entre les Rwandais en offrant un forum permettant aux gens de discuter des causes et des conséquences du génocide et de ce que signifie être un Rwandais.